# 써클: 이어진 두 세계
《써클: 이어진 두 세계》는 2017년 5월 22일부터 2017년 6월 27일까지 tvN에서 방영된 월화 드라마이다.

## 등장 인물

### Part.1 BETA 프로젝트

#### 주요 인물
- 여진구 : 김우진(21세) 역 (아역 정지훈) - 한담과학기술대 신경과학과 2학년
- 공승연 : 한정연(21세) 역 - 한담과학기술대 컴퓨터공학과 2학년
- 안우연 : 김범균(21세) 역 (아역 김예준) - 우진의 이란성 쌍둥이 형. 외계인을 향한 강한 집착
- 정인선 : 박민영(21세) 역 - 범균의 실종 후 우진에게 접근해오는 정체불명의 여자

#### 우진의 주변 인물
- 서현철 : 홍진홍(40대) 역 - 한담대 연쇄자살사건 담당 강남서 강력반 형사
- 정준원 : 이동수(15세) 역 (성인 오의식) - 우진의 과외생
- 신담수 : 최 형사(20대 후반) 역 - 홍진홍의 파트너 형사
- 김중기 : 김규철(2007년 당시 30대 중반) 역 - 김우진과 김범균의 아버지. 신경과학계의 1인자

#### 한담과학기술 대학교
- 송영규 : 한용우(40대 중반) 역 - 한담과학기술대 신경과학과 교수. 한정연의 아버지
- 한상진 : 박동건(30대 중반) 역 - 한담과학기술대 신경과학과 부교수
- 신주환 : 이현석(20대) 역 - 한담과학기술대 신경과학과 3학년

### Part.2 멋진 신세계

#### 주요 인물
- 김강우 : 김준혁(41세) 역 - 일반지구 강남서 베테랑 형사
- 한상진 : 휴먼비 회장 역 - ‘BETA 프로젝트’ 연구와 관련 있는 인물. 과학경제부 장관
- 이기광 : 이호수(26세) 역 - 스마트지구 시청 보안과 8급 공무원

#### 일반 지구
- 서현철 : 홍진홍(60대) 역 - 일반지구 강남서 형사반장. 김준혁의 과거를 알고 있는 인물 중 하나
- 오의식 : 이동수(35세) 역 (아역 정준원) - 해커
- 김민경 : 박민영(40대) 역 - 신경외과 의사. 김준혁의 주치의
- 권혁수 : 오 형사(20대 후반) 역 - 일반지구 강남서 강력계 신참 형사

#### 스마트 지구
- 민성욱 : 이현석(40대) 역 - 휴먼비 미래사업부 본부장
- 남명렬 : 윤학주(60대) 역 - 스마트지구 시장
- 유영 : 신 비서(20대) 역 - 이현석의 조력자
- 최지헌 : 김민지(27세) 역 (특별출연) (아역 고나희) - ‘김민지 유괴사건’의 장본인
- 공승연 : 블루버드(나이 미상) 역 - 일명 ‘블루버드’로 통하는 미스테리한 인물

### 그 외
- 차명욱 : 박진규 역
- 전숙경 (목소리 출연)
- 강충훈 (목소리 출연)
- 류은지 (목소리 출연)
- 박영재 : 김교수 역
- 조이현 : 아이 역
- 박서윤 : 교복 소녀 역
- 이승준 : 공민우 역
- 손동화 : 수행원 역
- 박명훈 : 불륜남 역
- 오자와마리아: 불륜녀 역
- 김사훈 : 스마트지구 직원 역
- 문태수 : 고과장 역
- 이예나 : 여대생 외계인녀 역
- 박기륭 : 50대 남자 역

### 특별출연
- 박지아 : 버스 기다리는 여자 역 (1화, Part.2)
- 박은지
- 조현 : 홀로그램녀 역
- 장지우 : 스마트지구 보안요원 역 (1화, Part.2)
- 장주희
- 김사희 : 스마트지구 의사 역 (2화, Part.2)
- 최성재 : 관제팀장 역 (2화, Part.2)
- 김지성 : 김난희 역
- 태하 : 최수빈 역 (3화, Part.2)
- 하윤서 : 강소윤 역
- 노행하 : 김언니 역
- 이상훈 : 노숙자 역
- 이명훈 : 고 과장 역 (8화, Part.2)
- 정석원 : 남 본부장 역
- 이현배 : 남간호사 역

## 시청률
최저 시청률과 최고 시청률은 시청률 조사회사와 지역별로 시청률에 차이가 있을 수 있습니다.
| 2017년      | 2017년      | 2017년     | 2017년      |
| 회차        | 방송일      | AGB 시청률 | TNmS 시청률 |
| ----------- | ----------- | ---------- | ----------- |
| 제1회       | 5월 22일    | 2.883%     | 2.7%        |
| 제2회       | 5월 23일    | 2.337%     | 2.1%        |
| 제3회       | 5월 29일    | 2.133%     | 2.2%        |
| 제4회       | 5월 30일    | 2.250%     | 2.3%        |
| 제5회       | 6월 5일     | 1.702%     | 2.0%        |
| 제6회       | 6월 6일     | 2.258%     | 2.6%        |
| 제7회       | 6월 12일    | 2.053%     | 2.0%        |
| 제8회       | 6월 13일    | 1.866%     | 2.2%        |
| 제9회       | 6월 19일    | 1.587%     | 2.1%        |
| 제10회      | 6월 20일    | 1.820%     | 2.0%        |
| 제11회      | 6월 26일    | 2.160%     | 1.9%        |
| 제12회      | 6월 27일    | 2.455%     | 2.2%        |
| 평균 시청률 | 평균 시청률 | 2.125%     | 2.2%        |